# Pamplemousses
Pamplemousses è una cittadina di Mauritius nonché il capoluogo dell'omonimo distretto. Secondo il censimento del 2011, ha 9 295 abitanti.